# 305
Cette page concerne l'année 305  du calendrier julien. Pour l'année 305 av. J.-C., voir 305 av. J.-C. Pour le nombre 305, voir 305 (nombre). Pour la voiture, voir Peugeot 305.
L'année 305 est une année commune qui commence un lundi.

## Événements
- 5 mars : concile de Cirta en Afrique. Les donatistes, dirigés par l’évêque de Numidie Donat, critiquent et condamnent ceux qui ont renié leur foi pendant les persécutions[1].
- 1er mai : abdications volontaires des deux empereurs romains Maximien et Dioclétien[2]. Dioclétien se retire dans son palais de Spalato, près de Salone où il meurt en 311. Constance Chlore et Galère prennent le titre d’Auguste et s’adjoignent deux nouveaux Césars d’origine illyrienne, Maximin Daïa et Sévère.
  - Sévère installe son quartier général en Pannonie pour surveiller la frontière du Danube ; Maximin fiance sa fille à Candidianus, fils de Galère, puis règne sur la Syrie et l’Égypte. Galère fait procéder à des opérations générales de recensement en Orient pour améliorer le rendement de l’impôt, et selon Lactance sa tyrannie désole les habitants, par ses exactions et ses cruautés. Constance Chlore fait cesser la persécution contre les chrétiens en Occident mais Maximin et Galère la maintiennent avec encore plus de férocité, Maximin les envoyant travailler comme esclaves dans les mines d’Égypte. Galère permet à Constantin de quitter Nicomédie pour rejoindre son père Constance Chlore. Il le retrouve à Gesoriacum, d’où ils s'embarquent pour la Bretagne[3].
- 15 mai : concile d’Illibéris (Elvire ou Alarife, en Andalousie), qui décrète l’abstinence sexuelle des prêtres, proscrit les mariages avec des non-chrétiens et demande aux acteurs et auriges de renoncer à leur profession pour se convertir (ou en 306)[4].

## Naissances en 305
- Conan Mériadec, roi semi légendaire de Bretagne.

## Décès en 305
- 19 septembre : Décapitation de Janvier, évêque de Bénévent, patron de Naples et de Rio de Janeiro, et de ses deux diacres Proculus et Sosius au forum situé près de la Solfatare à Naples, sur l'ordre du proconsul Timothée.

- Porphyre de Tyr, philosophe syrien néoplatonicien (né à Tyr en 234, mort à Rome).